# Ex abundantia enim cordis os loquitur
La locuzione latina ex abundantia enim cordis os loquitur, tradotta letteralmente, significa la bocca infatti parla dalla pienezza del cuore. (Mt 12,33-35).
Usata nella sua forma breve ex abundantia cordis ("dalla pienezza del cuore"), tende ad assumere il senso che la convinzione e' cosi' forte che non si riesce a non esprimerla.